# Virtutech
Virtutech var ett svenskt programvaruutvecklingsföretag som bildades 1998. Huvudkontoret låg först i Stockholm, sedan i San Jose i Silicon Valley i Kalifornien. All forskning och utveckling bedrevs vid bolagets kontor i Stockholm, som även ombesörjde försäljningen i Europa. Därutöver hade Virtutech försäljningskontor i Dallas, Los Angeles, Boston, Singapore samt Tokyo. Den 5 februari 2010 uppgick bolaget i Intel-koncernen efter att ha blivit uppköpt av via dotterbolaget Wind River Systems.

## Historia
Företaget bildades 1998 som en avknoppning från forskningsinstitutet Swedish Institute of Computer Science, i Kista för att kommersialisera simulatorn Simics.
År 2004 tog Virtutech in sina första investare i form av riskkapitalbolagen Vision Capital och Innovationskapital. Telos Venture Parnters tillkom som investerare senare samma år. I samband med detta flyttades huvudkontoret till San Jose. 5 februari 2010 köptes bolaget upp av Intel för 45 miljoner USD och det svenska bolaget avvecklades.
Grundaren Peter S. Magnusson var koncernchef för bolaget fram till maj 2005.